# Allele
Allele (pronuncia-se Uh-Leel) é uma banda americana de metal alternativo de Jacksonville, Florida, formada em 2002. São 5 membros: Wally Wood (vocal), Kelly Hayes (guitarra principal), Lane Maverick (guitarra), Tim Tobin (baixo) e Nathan Grimes (bateria). A banda atualmente trabalha com a Corporate Punishment Records. Até agora, lançaram 2 álbuns chamados Point of Origin e Next to Parallel.

## História
Allele foi formada em 2002 por Wally Wood e Lane Maverick ex-guitarrista da banda Otep, e futuramente Kelly Hayes se uniu à banda. Após melhorarem sua qualidade e ganharem experiência ao vivo, conseguiram contrato com a gravadora independente Corporate Punishment Records. A banda começou a trabalhar em seu álbum de estréia LP intitulada Point of Origin, com o produtor Ben Schigel, que já trabalhou com artistas como Chimaira e Bleed the Sky.
Apos seis anos e um longo tempo compondo, Wally e companhia voltam com o álbum intitulado Next to Parallel, onde percebe-se a evolução da banda, com sons mais trabalhados e a guitarra poderosa de Kelly Hayes (ex Cold), destacando-se faixas como "What i Get" e "Drone dead and cold", além das poderosas "Stay dow" e "Chains of alice". Com certeza uma grande promessa para os fãs de new metal.
Allele descreve sua música como "rock pesado com uma sensação nova" e Point of Origin foi recebida com uma boa quantidade de comentários positivos.

## Discografia

### Álbuns
- Point of Origin (2005)
- Next to Parallel (2011)

### Singles
- "Closer to Habit" (2005)
- "Stitches" (2006)
- "Let It Go" (2011)